# Маннфорд (Оклахома)
Маннфорд (англ. Mannford) — місто (англ. city) в США, в окрузі Крік штату Оклахома. Населення — 3262 особи (2020).

## Географія
Маннфорд розташований за координатами 36°7′58″ пн. ш. 96°19′50″ зх. д. / 36.13278° пн. ш. 96.33056° зх. д. (36.132862, -96.330428).  За даними Бюро перепису населення США в 2010 році місто мало площу 23,00 км², з яких 17,82 км² — суходіл та 5,18 км² — водойми.

## Демографія
Згідно з переписом 2010 року, у місті мешкало 3076 осіб у 1159 домогосподарствах у складі 813 родин. Густота населення становила 134 особи/км².  Було 1339 помешкань (58/км²).
Расовий склад населення:
| - 84,5 % — білих - 8,4 % — корінних американців - 0,4 % — азіатів - 0,1 % — чорних або афроамериканців |

До двох чи більше рас належало 6,2 %. Частка іспаномовних становила 1,8 % від усіх жителів.
За віковим діапазоном населення розподілялося таким чином: 28,1 % — особи молодші 18 років, 56,8 % — особи у віці 18—64 років, 15,1 % — особи у віці 65 років та старші. Медіана віку мешканця становила 36,5 року. На 100 осіб жіночої статі у місті припадало 91,2 чоловіків;  на 100 жінок у віці від 18 років та старших — 85,0 чоловіків також старших 18 років.
Середній дохід на одне домашнє господарство  становив 62 010 доларів США (медіана — 49 583), а середній дохід на одну сім'ю — 74 266 доларів (медіана — 66 111). Медіана доходів становила 49 318 доларів для чоловіків та 38 333 долари для жінок. За межею бідності перебувало 11,8 % осіб, у тому числі 18,8 % дітей у віці до 18 років та 9,5 % осіб у віці 65 років та старших.
Цивільне працевлаштоване населення становило 1414 особи. Основні галузі зайнятості: освіта, охорона здоров'я та соціальна допомога — 26,0 %, виробництво — 18,7 %, науковці, спеціалісти, менеджери — 12,0 %, роздрібна торгівля — 10,3 %.